# Qaraqalpaqstan (телеканал)
Qaraqalpaqstan (узб. Qoraqalpogʻiston) — региональный телеканал и телерадиокомпания НТРК Узбекистана, вещающий на территории Республики Каракалпакстан — суверенной республики в составе Узбекистана. Вещает 24 часа в сутки, в основном на каракалпакском языке, а также на узбекском, казахском и русском языках. Старейший, крупнейший и главный телеканал на каракалпакском языке. Главное здание телерадиокомпании находится в Нукусе.
Первые программы каракалпакской телевидении начали вещание с 5 ноября 1964 года, на каракалпакском и русском языках несколько минут в день. В 1965 году это телевидение начало вещать уже по 2,5 часа четыре раза в неделю. В последующие годы часы и дни вещания увеличивались. После обретения независимости Узбекистаном, телевидение Каракалпакстана вошло в состав ГТРК Узбекистана (ныне НТРК Узбекистана). В 2002 году была создана Телерадиокомпания Республики Каракалпакстан.
Тематика телеканала является универсальным. Эфир телеканала составляют общественные, политические, научные и образовательно-познавательные программы и передачи, отечественные и зарубежные фильмы, сериалы и мультфильмы (в том числе на каракалпакском языке), новости и т.п программы и передачи.